# 107396 Swangin
107396 Swangin este o planetă minoră (asteroid), cu un diametru de 3,324 km, din centura de asteroizi. A fost descoperită pe 16 februarie 2001 la Nogales de Tenagra Observatories⁠(d). 
Obiectul prezintă o orbită caracterizată de o semiaxă mare de 2,5982133967985 UAi, o excentricitate de 0,043359046577344, o înclinație de 1,5311189564237 ° în raport cu ecliptica.